# Kanton Vic-Fezensac
Der Kanton Vic-Fezensac war bis 2015 ein französischer Wahlkreis in der Region Midi-Pyrénées. Er lag im Arrondissement Auch und im Département Gers. Hauptort war Vic-Fezensac.
Der 15 Gemeinden umfassende Kanton war 247,20 km² groß und hatte 6182 Einwohner (Stand: 2012).

## Gemeinden
| Gemeinde            | Einwohner 2012 | Code postal | Code Insee |
| ------------------- | -------------- | ----------- | ---------- |
| Bazian              | 114            | 32320       | 32033      |
| Belmont             | 151            | 32190       | 32043      |
| Caillavet           | 193            | 32190       | 32071      |
| Callian             | 44             | 32190       | 32072      |
| Castillon-Debats    | 329            | 32190       | 32088      |
| Cazaux-d’Anglès     | 121            | 32190       | 32097      |
| Marambat            | 455            | 32190       | 32231      |
| Mirannes            | 72             | 32350       | 32257      |
| Préneron            | 144            | 32190       | 32332      |
| Riguepeu            | 209            | 32320       | 32343      |
| Roquebrune          | 200            | 32190       | 32346      |
| Saint-Arailles      | 149            | 32350       | 32360      |
| Saint-Jean-Poutge   | 319            | 32190       | 32382      |
| Tudelle             | 60             | 32190       | 32456      |
| Vic-Fezensac        | 3622           | 32190       | 32462      |
| Kanton Vic-Fezensac | 6182           | –           | 3229       |